# Дикое сердце (фильм, 1968)
«Дикое сердце» (исп. Corazón salvaje; англ. Untamed Heart) — мексиканская мелодрама, снятая в 1968 году. Вторая экранизация одноимённого романа мексиканской писательницы Каридад Браво Адамс, вышедшего в 1956 году. Считается самой близкой к оригинальной истории.
Первый фильм был снят в 1956 году. В версии 1968 года снялись Хулио Алеман в роли Хуана-Дьявола и Анхелика Мария в роли Моники Молнар, благодаря этой своей роли ставшей звездой в Китае. Позже она вновь сыграла Монику Молнар в одноимённой теленовелле 1977 года.

## Сюжет
Действие картины как и романа происходит в XIX веке, но перенесено с островов Карибского моря на Атлантическое побережье Мексики. Контрабандист Хуан-Дьявол, побочный сын-первенец богатого землевладельца, рано потерявший мать, влюбился в Айме, дочь покойного графа Альтамира и невесту своего сводного брата. Девушка становится его любовницей.
Во время свадьбы Ренато обвиняет невесту в измене, но Айме во всём обвинила свою сестру, послушницу монастыря Монику. Желая спасти давно разорившуюся семью от нищеты, а жениха сестры, которого она давно любит, от унижения, Моника соглашается на фиктивный брак с Хуаном…

## Актёры
- Хулио Алеман — Хуан-Дьявол (исп. Juan del Diablo)
- Анжелика Мария — Моника Молнар (исп. Mónica Molnar)
- Тереса Веласкес — Айме Молнар (исп. Aimée Molnar)
- Мануэль Хиль
- Беатриз Баз
- Мигель Масия
- Хосе Бавьера
- Сара Гуаши
- Сандра Чавес
- Рафаэль Льямас
- Антонио Браво
- Консуэло Фрэнк
- Карлос Агости
- Эдуардо МакГрегор
- Виктор Алькосе
- Антонио Раксель
- Рамиро Орси
- Мануэль Гарай
- Хуан Антонио Эдвардс
- Роберто «Колибри» Хотон

## Съёмочная группа
- Режиссёр — Тито Дависон
- Исполнительный продюсер — Фелипе Субервьелле
- Сценаристы — Эдмундо Баэс, Тито Дависон, Каридад Браво Адамс (роман)
- Операторы — Габриэль Фигероа, Алекс Филлипс
- Композитор — Густаво Сесар Каррион
- Художник — Мануэль Фонтанальс (художник-постановщик), Эрнесто Карраско (художник по декорациям)
- Монтажёр — Карлос Савахе

## Дубляж
- Режиссёр дубляжа — Евгений Алексеев

Актёры дубляжа:
- Лев Прыгунов — Хуан-Дьявол
- Роза Макагонова — Моника Молнар
- Инна Выходцева — Айме Молнар
- Олег Голубицкий — Мануэль Хиль
- Мария Виноградова — Сандра Чавес
- Лидия Смирнова

## Прокат в СССР
В СССР в прокат вышел в 1971 году. По данным российского кинокритика и киноведа Сергея Кудрявцева фильм «Дикое сердце» занимает 40-е место в списке лидеров советского кинопроката среди зарубежных фильмов. Картину посмотрели 41,6 млн зрителей при тираже 1010 копий.